# American Pie
American Pie és una pel·lícula estatunidenca dirigida per Paul i Chris Weitz estrenada el 1999 i doblada al català.
La pel·lícula parla de quatre adolescents que fan el pacte de perdre la virginitat abans d'acabar els estudis secundaris, i les aventures que se'n desprenen. Gran èxit de recaptació, la pel·lícula té dos continuacions directes: American Pie 2, i American Wedding.
Contenint diàlegs i escenes particularment vulgars, aquesta pel·lícula és desaconsellada als menys de 18 anys per la MPAA, als Estats Units.

## Argument
Quatre nois es troben obsessionats amb perdre la virginitat; després d'intentar-ho, sense èxit, en repetides ocasions, realitzen un pacte que els ajudarà a mentalitzar-se per complir el seu objectiu: tot hauran de fer l'amor abans d'anar a la universitat. La seva última oportunitat és, per tant, el dia del ball de graduació. Aquell dia, en Jim, després de fracassar amb la Nadia, intenta complir la seva promesa a costa de la Michelle, una estudiant que contínuament parla de les seves experiències en campaments musicals, però que finalment no resulta ser tan anodina com sembla.
Per la seva banda, Oz descobreix el seu costat més sentimental per acabar enamorant-se d'una preciosa cantant del cor de l'institut, Heather, mentre que el seu amic Finch acaba gaudint d'una passional nit amb la mare de Stifler, al qual sempre havia odiat.Finalment,Kevin després de proposar-ho en innombrables ocasions al llarg de la pel·lícula, acaba fent l'amor amb la seva nòvia, Vicky, que finalment supera les seves pors al voltant dels dibuixos.

## Personatges
- Jim Levenstein (Jason Biggs) - Jim és el personatge principal, i té la mala sort de ser sempre al mal lloc en el mal moment. Està obsessionat pel sexe i és sovint enxampat en un acte sexual molest (per exemple, el seu pare el sorprèn mentre que es masturba amb un pastís, d'aquí el títol American Pie  (literalment: «Pastís americà»). Ha fet un pacte amb els seus amics Kevin, Oz i Finch: el de perdre la seva virginitat abans que siguin diplomats, per no arribar poncells a la universitat. Després d'una experiència humiliant amb una bella estudiant, Nadia, demana a Michelle com tenir relacions sexuals.
- Kevin Myers (Thomas Ian Nicholas) - Kevin Myers és el cap del grup. Està enamorat de Vicky, amb qui ha tingut la seva primera relació sexual. Vol tenir relacions sexuals amb ella, però té por de dir-li «t'estimo».
- Chris « Oz » Ostreicher (Chris Klein) - Oz és un jock-strap que no és tan bo amb les dones com voldria fer-ho creure. Quan fa el pacte de perdre la seva virginitat, troba i cau enamorat d'una noia anomenada Heather. El seu costat sociable i sensible surt del conjunt de l'experiència.
- Paul Finch (Eddie Kaye Thomas) - Finch és sofisticat i cultivat, però no prou tranquil per atreure les noies. Per honorar el pacte, paga Jessica per difondre bons rumors, i té aviat una reputació de semental. Desgraciadament per a ell, Stifler s'arreglarà per trencar aquesta imatge. Finch decidirà venjar-se de Steve Stiefler tenint relacions sexuals amb la mare d'aquest.
- Steve Stifler (Seann William Scott) - Stifler està més obsessionat pel sexe que els quatre altres nois reunits. Els altres no l'estimen massa, però continuen sent amics per aprofitar les festes que organitza. Es refereix a ell mateix com « Stiffmeister ». Provoca una multitud de problemes als altres personatges. Té una mala influència sobre el seu jove germà Matt (Eli Marienthal), que, encara que molt més jove, té una personalitat semblant al seu germà gran.
- Michelle Flaherty (Alyson Hannigan): Apareix al començament com una música de mal gust, però es revela ser una nimfòmana molt llesta. Es «divertirà» amb Jim, s'enamoren i s'acaben casant a American Pie 3
- Nadia (Shannon Elizabeth) - Una noia sexy vinguda de Txecoslovàquia (no se sap si és de la República Txeca o d'Eslovàquia, Txecoslovaquia es va dissoldre el 1993, sis anys abans de l'època de la pel·lícula), amb qui Jim té gairebé la seva primera experiència sexual que prossegueix via Internet, però qui acaba sent més aviat humiliant.
- Victoria « Vicky » Lathum (Tara Reid) - Ella i Kevin han acabat tenint una relació sexual al final de la primera pel·lícula i s'han separat, no volent una relació a distància, sent a dues universitats diferents. Poc temps després, té un nou amic.
- Heather (Mena Suvari) - Heather és dolça i innocent. És seduïda per Oz i els dos s'enamoren, després acaben junts al llit. En el primer estiu (American Pie 2), ella i Oz intenten, amb èxit però no sense dificultats, mantenir una relació a distància.
- Jessica (Natasha Lyonne) - Sexualment experimentada, convenç Vicky de tenir relacions sexuals amb Kevin.
- Noah Levenstein (Eugene Levy) - El pare de Jim, que no en sap massa de parlar amb el seu fill. Cada vegada que alguna d'humiliant per a Jim passa, és sempre allà! Queda un suport, un bon pare, que té una bona relació amb el seu fill. És l'únic personatge que apareix en totes les obres.
- Janine Stifler (Jennifer Coolidge) - Magnífica mare de Stifler, cobejada per tots els nois a l'escola. Té relacions sexuals amb Finch al final de cadascuna de les tres pel·lícules. Prefereix que se l'anomeni «la mamà de Stifler» en el transcurs de les relacions sexuals.
- Chuck Sherman (Chris Owen) - També conegut amb el nom de «Sherminator». Mai no ha tingut relacions sexuals abans de tenir-ne finalment amb Nadia a American Pie 2

## Repartiment
- Jason Biggs: James Emmanuel « Jim » Levenstein
- Chris Klein: Chris « Oz » Ostreicher
- Thomas Ian Nicholas: Kevin Myers
- Eddie Kaye Thomas: Paul Finch
- Seann William Scott: Steve Stifler
- Alyson Hannigan: Michelle Flaherty
- Tara Reid: Victoria « Vicky » Lathum
- Eugene Levy: Pare de Jim
- Shannon Elizabeth: Nadia
- Natasha Lyonne: Jessica
- Mena Suvari: Heather
- Jennifer Coolidge: Mare de Stifler
- Chris Owen: Chuck Sherman
- Molly Cheek: Mare de Jim
- Lawrence Pressman: Coach Marshall
- Casey Affleck: Tom Myers

## Saga
- American Pie 2 (2001)
- American Wedding (2003)
- American Pie Presents: Band Camp (2005)
- American Pie Presents: The Naked Mile (2006)
- American Pie Presents: Beta House (2007)
- American Pie Presents: The Book of Love (2009)